# Benjamin Harrison V

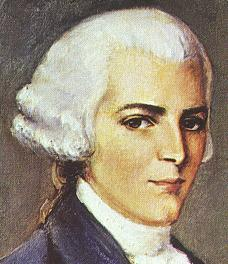
Benjamin Harrison

Benjamin Harrison V (* 5. April 1726 auf der Berkeley-Plantage im Charles City County, Colony of Virginia; † 24. April 1791 ebenda) war ein nordamerikanischer Plantagenbesitzer, Sklavenhalter und einer der Führer der Amerikanischen Unabhängigkeitsbewegung. Als einer der Unterzeichner der Unabhängigkeitserklärung der Vereinigten Staaten zählt er zu den amerikanischen Gründervätern.

## Leben
Der Sohn von Benjamin Harrison IV und Anne Carter und Enkel des Plantagenbesitzers Robert Carter wurde am College of William and Mary ausgebildet und war die erste Person in der Familie Harrison, die nationale Bekanntheit erlangte. Er wohnte sein ganzes Leben lang auf der Berkeley-Plantage, der Heimat der Harrison-Familie in Virginia, wo auch seine Kinder geboren wurden. Harrison vertrat das Surry County und das Charles City County von 1766 bis 1776 im Abgeordnetenhaus. Er war von 1774 bis 1777 Virginias Delegierter im Kontinentalkongress, unterzeichnete die Unabhängigkeitserklärung und war von 1782 bis 1784 Gouverneur von Virginia.

## Familie
Benjamin Harrison V war mit Elisabeth Bassett verheiratet. Sein Sohn William und sein Urenkel Benjamin Harrison wurden Präsidenten der Vereinigten Staaten. Sein anderer Sohn war Carter Bassett Harrison. Peyton Randolph war sein Schwager. Sein Enkel John Scott Harrison wurde Abgeordneter im Kongress, ebenso der nach seinem Sohn benannte Ururenkel William Henry Harrison.
Nach ihm ist Harrison County in West Virginia benannt.